# Geschichte der Schwarzen Löcher
Dieser Artikel zur Geschichte der Schwarzen Löcher befasst sich mit der wissenschaftlichen Historie, der Entdeckung und dem Verständnis der Schwarzen Löcher.
Die Geschichte der Schwarzen Löcher steht in direktem Zusammenhang mit der Frage, ob Licht Masse hat bzw. ob Licht wie ein Materieteilchen durch die Schwerkraft beeinflusst werden kann. Im 17. Jahrhundert war die Natur des Lichts umstritten. 1676 zeigte der dänische Astronom Ole Rømer dann erstmals, dass sich Licht mit einer endlichen Geschwindigkeit ausbreitet.

## 18. Jahrhundert: Newtonsche Vorstellungen vom Schwarzen Loch
Die Verknüpfung der von Ole Rømer festgestellten endlichen Lichtgeschwindigkeit wie auch das bereits bekannte Konzept der Fluchtgeschwindigkeit eröffneten zusammen die Überlegungen zu einem Körper, der so massiv ist, dass die Fluchtgeschwindigkeit höher ist als die Lichtgeschwindigkeit. Diese Hypothese würde nur auf Isaac Newtons Vorstellung zutreffen, dass das Licht teilchenartig und mit Masse sei, während der Astronom Christiaan Huygens Licht als wellenförmig und massenlos ansah. In diesem Zusammenhang können Schwarze Löcher als typisches Beispiel für ein Paradoxon angesehen werden, bei dem eine Theorie an ihre Grenzen stößt.
1728 wurde die Abhandlung über „das System der Welt“ in London vorgestellt, was die englische Ausgabe der Principia von Isaac Newton darstellt, in der zum ersten Mal das als Newton-Kanone bekannte Gedankenexperiment erscheint. Hier werden die Geschwindigkeitsgrenzen hervorgehoben, die heute als minimale Umlaufgeschwindigkeit und Fluchtgeschwindigkeit bekannt sind.
1783 erklärte der englische Kleriker, Geologe und Amateurastronom John Michell im Rahmen der Korpuskulartheorie in einem der Royal Society übersandten Artikel das Konzept eines Körpers, der so massiv ist, dass selbst Licht nicht entweichen kann. Dazu schreibt er in seinem Artikel:
Wenn der Halbdurchmesser einer Kugel gleicher Dichte der Sonne den der Sonne im Verhältnis von 500 zu 1 überschreiten würde, hätte ein Körper, der von einer unendlichen Höhe zu ihr hinabfällt, an seiner Oberfläche eine größere Geschwindigkeit erreicht als das Licht, und folglich, angenommen Licht würde durch die gleiche Kraft im Verhältnis zu seiner Trägheit von anderen Körpern angezogen, würde alles Licht, das von einem solchen Körper ausgestrahlt wird, durch seine eigene Schwerkraft dazu gebracht, zu ihm zurückzukehren.
Damit gab er den ersten Hinweis eines Newtonschen Schwarzen Lochs (unter Verwendung der Newtonschen Gravitationsgesetze). Michells Intervention im Jahr 1784 vor dem Publikum der Royal Society of Cambridge, war abstrakt und sehr theoretisch, blieb jedoch unbeantwortet.
Er erklärte, dass diese Körper, obwohl sie unsichtbar sind, nachweisbare Gravitationseffekte hervorrufen müssen:
Wenn sich aus den Bewegungen dieser rotierenden Körper ein anderer leuchtender Körper um sie dreht, könnten wir vielleicht noch mit einer gewissen Wahrscheinlichkeit auf die Existenz des Zentralkörpers schließen; dies könnte uns auch einen Hinweis auf einige der Unregelmäßigkeiten der rotierenden Körper geben, die mit keiner anderen Hypothese leicht zu erklären wären.
Michells sehr abstrakte These erhielt erst einmal keinen Widerhall.
Erst 1796 griff der Mathematiker, Philosoph und Astronom Marquis Pierre-Simon de Laplace während seiner Arbeiten zur Himmelsmechanik und Gravitation diese Idee wieder auf. In seinem Buch Exposition du System du Monde schrieb er:
Ein leuchtender Stern von der gleichen Dichte wie die Erde, dessen Durchmesser 250-mal größer wäre als der der Sonne, würde aufgrund seiner Anziehungskraft keinen seiner Strahlen auf uns ausstrahlen. Es ist daher möglich, dass die größten Leuchtkörper im Universum durch diese Ursache unsichtbar sind.
Er präsentierte seine Dissertation dem Publikum der Akademie der Wissenschaften, aber die Physiker blieben skeptisch, was die Existenz eines solchen Objekts anbelangt. Darüber hinaus haben die Experimente von Thomas Young und Fresnel die Physiker veranlasst, die Teilchennatur des Lichts in der ersten Hälfte des 19. Jahrhunderts abzulehnen. Er schlägt so unabhängig von Michell den Begriff des dunklen Sterns vor, der in den ersten beiden Ausgaben seiner Exposition du System du Monde vorkommt, bevor Laplace diesen Begriff des Schwarzen Lochs in der dritten Ausgabe seines Buches Exposition du system du Monde wieder entfernt. In der Folge beschäftigt sich die physikalische Gemeinschaft vorerst nicht weiter wesentlich mit der Idee.

## Erste Hälfte des 20. Jahrhunderts: Entstehung der Idee des Schwarzen Lochs in der Allgemeinen Relativitätstheorie
1915 veröffentlichte Albert Einstein mit der allgemeinen Relativitätstheorie eine neue Gravitationstheorie. In dieser Theorie wird die Gravitation mit Eigenschaften des Raumes identifiziert, dessen Struktur durch die Anwesenheit von Materie verändert wird. Die Komplexität der Gleichungen der Allgemeinen Relativitätstheorie war so hoch, dass Einstein selbst skeptisch war, analytische Lösungen zu finden. Wenige Monate nach Veröffentlichung seiner Theorie fand der deutsche Physiker Karl Schwarzschild jedoch eine Lösung für diese Gleichung, die das äußere Gravitationsfeld einer kugelsymmetrischen Massenverteilung beschreibt. Diese Lösung kann jedoch auch in Abwesenheit von Materie zumindest formal erweitert werden. Es ergibt sich ein Gravitationsfeld, das sich ähnlich wie das der Newtonschen Gravitation verhält. Im Zentrum der Materieverteilung befindet sich eine sogenannte Gravitationssingularität, in der das Gravitationsfeld unendlich wird. Diese Konfiguration, von der jetzt bekannt ist, dass sie ein Schwarzes Loch beschreibt, wurde von Einstein als nicht physikalisch angesehen. Die Raumzeitkoordinaten werden innerhalb des Schwarzschild-Radiuses um das schwarze Loch herum physikalisch inkohärent, also nicht vernünftig definiert. 1921 haben die Physiker Paul Painlevé und Allvar Gullstrand unabhängig voneinander eine neue Interpretation dieser Region angegeben, der sogenannten Painlevé-Gullstrand-Metrik: „es ist ein Ereignishorizont, von dem aus es nicht möglich ist, das Innere zu verlassen, sobald wir es betreten haben.“
In den späten 1920er Jahren zeigte der indische Physiker Subrahmanyan Chandrasekhar, dass jenseits einer bestimmten Masse (seither Chandrasekhar-Grenze genannt) ein astrophysikalisches Objekt, in dem jegliche Kernreaktionen erloschen ist (ein weißer Zwerg), unter seiner eigenen Schwerkraft kollabiert, weil keine Kraft der Wirkung der eigenen Schwerkraft mehr entgegenwirken kann. Das Ergebnis dieses Zusammenbruchs entspräche einem Schwarzen Loch, auch wenn es von Chandrasekhar nicht so benannt wird. Arthur Eddington widersprach Chandrasekhar und behauptete, dass irgendetwas diesen Zusammenbruch unweigerlich aufhalten müsse. Tatsächlich entsteht in einer Supernova vom Typ Ia ein Neutronenstern.
Nachdem Fritz Zwicky die Existenz von Neutronensternen vorhergesagt hatte, errechneten Robert Oppenheimer und Hartland Snyder 1939, dass es eine maximale Masse von Neutronensternen gibt, ab der sie unter dem Einfluss ihrer eigenen Schwerkraft kollabieren. Im selben Jahr veröffentlichte Albert Einstein einen Artikel, in dem er zum Ausdruck brachte, dass die „Schwarzschild-Singularität“ für ihn keine physikalische Bedeutung hatte. Er schrieb: „Das wesentliche Ergebnis dieses Artikels ist ein klares Verständnis dafür, warum “Schwarzschild-Singularitäten „in der physischen Realität nicht existieren.“ Diese Überlegungen wurden Ende der 1960er Jahre unter anderem durch Stephen Hawking und Roger Penrose in Form des Singularitätentheorems widerlegt.

## Zweite Hälfte des 20. Jahrhunderts: Die Theorie des Schwarzen Lochs nimmt Gestalt an
Das Interesse an Schwarzen Löchern nahm Ende der 1950er Jahre während des sogenannten goldenen Zeitalters der allgemeinen Relativitätstheorie wieder zu.
Die physikalische Bedeutung des Schwarzschild-Radius und der inneren Zone konnte mit der Entdeckung anderer exakter Lösungen von Einsteins Gleichungen erhärtet werden, aber es war David Finkelstein, der 1958 die Physikalität dieses Gebiets mit der Eddington-Finkelstein-Metrik erklärte.
Der neuseeländische Mathematiker Roy Kerr fand 1963 eine Lösung, die ein rotierendes Schwarzes Loch (bekannt als Kerr-Metrik) beschreibt, dessen Effekt darin besteht, den umgebenden Raum mitrotieren zu lassen.
Die Entdeckung von Pulsaren (beobachtbare Form von Neutronensternen) im Jahr 1967 und der erste Kandidat für ein Schwarzes Loch (Cygnus X-1) im Jahr 1971 brachten schwarze Löcher in die Astronomie. Der Begriff „Schwarzes Loch“ wurde 1967 von John Wheeler vorgeschlagen. Der Begriff „Schwarzer Stern“ (verwendet in einer der ersten Folgen der Star-Trek-Serie) wurde zu dieser Zeit ebenfalls verwendet. In einigen Ländern setzt sich der Begriff nur langsam durch.
Seit dem Ende des 20. Jahrhunderts haben sich Beobachtungen astrophysikalischer Systeme angesammelt, bei denen angenommen wird, dass sie ein Schwarzes Loch enthalten. In der Milchstraße wurden mehrere Mikroquasare entdeckt wie SS 433, GRS 1915 + 105, GRO J1655-40, 1A 0620-00 entdeckt. Es sind mindestens 20 binäre Systeme bekannt, die ein stellares Schwarzes Loch enthalten. Ihre Existenz wird hauptsächlich dank der Möglichkeit abgeleitet, in einem Doppelstern die Massen der beiden Komponenten zu bestimmen. Überschreitet eine dieser Massen die Tolman-Oppenheimer-Volkoff-Grenze, die die maximale Masse eines Neutronensterns festlegt, während das Objekt unsichtbar ist, wird dieses als Schwarzes Loch betrachtet.

## Anfang des 21. Jahrhunderts: Nachweis von Schwarzen Löchern
Mit den LIGO- und Virgo-Detektoren wurden erstmals 2015 Gravitationswellen beobachtet. Die beobachteten Signale stimmen mit Berechnungen überein, die von Computern aus Einsteins Feldgleichungen für Fälle von binären Schwarzen Löchern durchgeführt wurden.

## Wichtige Daten

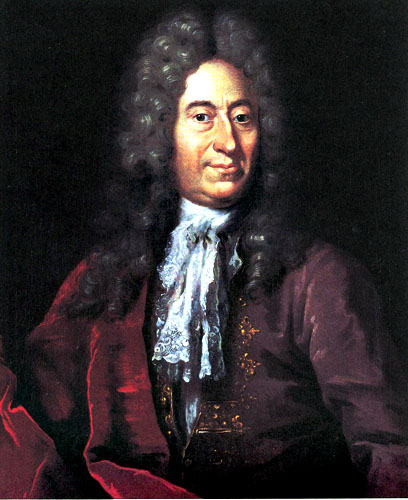
Porträt von Ole Rømer von Jacob Coning (um 1700).

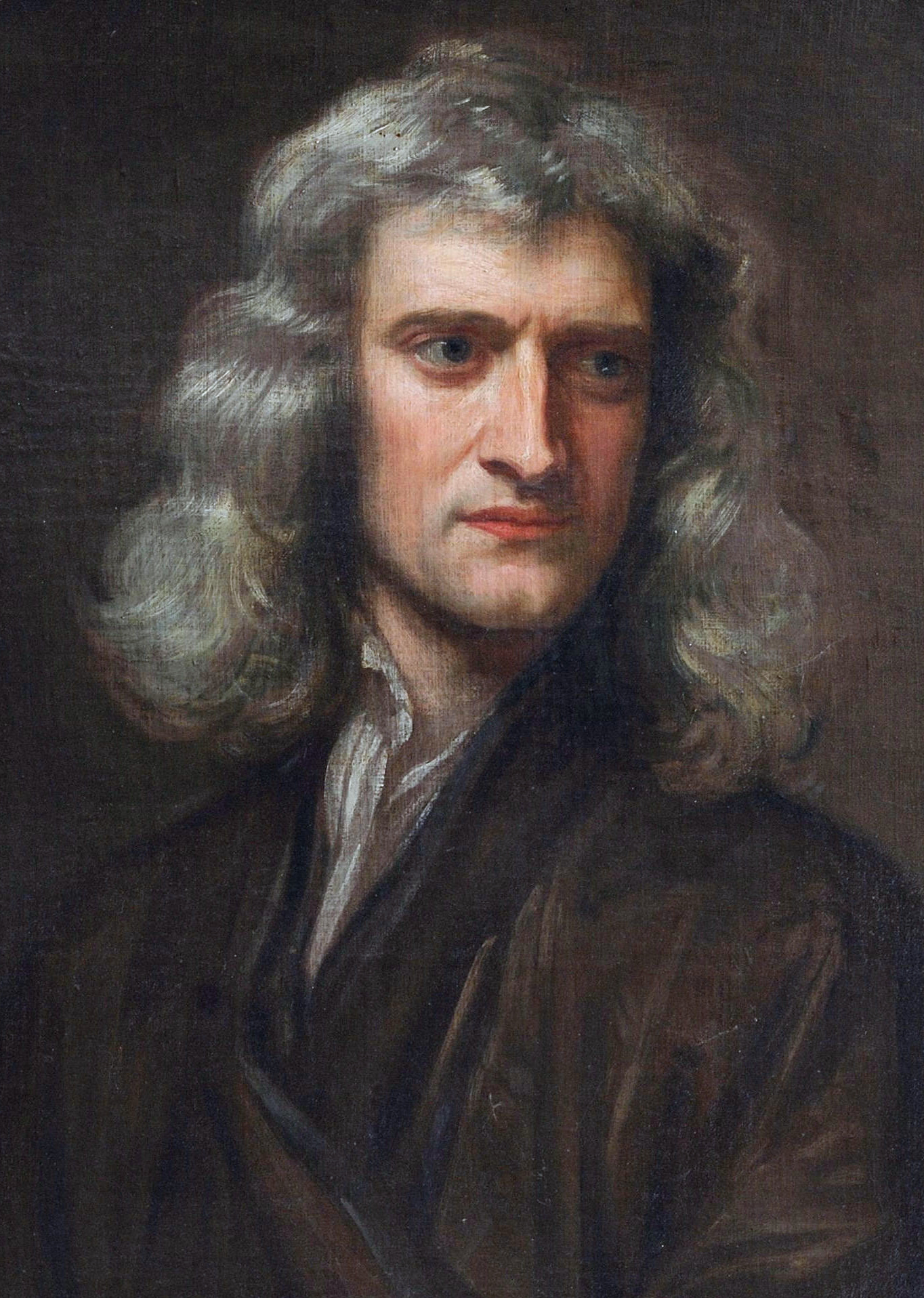
Porträt von Isaac Newton von Godfrey Kneller (1689).

### 19. Jahrhundert
- 1810: In einer Mitteilung an die Akademie der Wissenschaften von 1810, die erst 1853 veröffentlicht wurde, erwähnt François Arago die Unmöglichkeit des Lichts, einem großen Stern zu entkommen.[11]
- 1854: Posthume Veröffentlichung des ersten Bandes der Populären Astronomie von François Arago, in dem der Ausdruck Schwarzes Loch zur Beschreibung des Ringnebels in der Leier verwendet wird.[12][13]
- 1868: In Die Kinder des Kapitän Grant beschreibt Jules Verne mit dem Ausdruck Schwarzes Loch eine Region des südlichen Himmels, die besonders sternenlos ist.[14] In der englischen Ausgabe von 1876 wird trou noir als black hole übersetzt.[15]

### 1910er Jahre
- 1915: Albert Einstein veröffentlicht erstmals die Feldgleichung, die Grundgleichung der Allgemeinen Relativitätstheorie.[16]
- 1916: Karl Schwarzschild findet die erste exakte Lösung für Einsteins Gleichung. Seine Lösung, die als Schwarzschild-Metrik bekannt ist, weist zwei Singularitäten auf: eine in {\displaystyle r=0} und die andere in {\displaystyle r=2GM/c^{2}}. Es ermöglicht die Beschreibung eines Schwarzschild-Schwarzen Lochs, mit willkürlicher Masse, elektrischer Ladung und kinetischem Moment Null.[17]
- 1916–1918: Hans Reissner und Gunnar Nordström finden die exakte Lösung für Einsteins Gleichung, die ein Schwarzes Loch mit elektrischer Ladung beschreibt, das später als Reissner-Nordström-Schwarzes Loch bezeichnet wird.[18][19]
- 1917: Johannes Droste erhält die gleiche Lösung wie Karl Schwarzschild.[20][21]

### 1920er Jahre
- 1923: George Birkhoff beweist, dass die Schwarzschild-Metrik eine exakte Lösung der Feldgleichung ist.[22]
- 1924: Arthur Eddington schlägt ein Koordinatensystem vor, das heute als Eddington-Finkelstein-Koordinaten bekannt ist und das die Singularität in {\displaystyle r=2GM/c^{2}} von Schwarzschilds Metrik als eine Koordinatensingularität darstellt.[23]

### 1930er Jahre
- 1930: Subrahmanyan Chandrasekhar berechnet die maximale Masse eines Weißen Zwergs: die Chandrasekhar-Grenze. Es ist das 1,44-fache der Sonnenmasse oder 3 × 1030 kg. Oberhalb dieser Eigenmasse kann das Objekt sein Eigengewicht nicht mehr tragen.[24][25]
- 1932: Georges Lemaître schlägt ein Koordinatensystem vor, das heute als Lemaître-Koordinaten bekannt ist und bestätigt, dass die Singularität bei {\displaystyle r=2GM/c^{2}} in Schwarzschilds Metrik eine Koordinatensingularität ist.[26]

- 1939
  - Die amerikanischen Physiker Robert Oppenheimer und Hartland Snyder finden eine Lösung für Einsteins Feldgleichung, die den Gravitationskollaps eines massereichen Sterns beschreibt und die Existenz von Gravitationssingularitäten demonstriert: „Wenn alle Quellen thermonuklearer Energie erschöpft sind, bricht ein ausreichend massereicher Stern zusammen“.[27]
  - Nach Richard Tolman[28] legen Robert Oppenheimer und George Volkoff die Oppenheimer-Volkoff-Grenze fest (ungefähr gleich drei Sonnenmassen), bei der aus einem kollabierten Neutronenstern ein Schwarzes Loch wird.[29]
  - Albert Einstein veröffentlicht einen Artikel, in dem er behauptet, dass die „Schwarzschild-Singularität“ keine physikalische Bedeutung habe.[30]

### 1950er Jahre
- 1950: John Synge veröffentlicht die maximale Erweiterung der Schwarzschild-Metrik.[31]
- 1958: David Finkelstein identifiziert die Schwarzschildoberfläche mit einem absoluten Horizont: dem Ereignishorizont.[32]

### 1960er Jahre
- 1960: Martin Kruskal entdeckt die Ergebnisse von John Synge wieder.[33]
- 1963: Roy Kerr entdeckt eine Lösung von Einsteins Gleichungen, um die Rotationslöcher zu beschreiben: die rotierenden schwarzen Löcher von Kerr.[34]
- 1964: Die amerikanische Journalistin Ann E. Ewing verwendet den Ausdruck Schwarzes Loch in einem Bericht einer Sitzung der American Association for Advancement of Science, die im Science News Letter vom 18. Januar 1964 veröffentlicht wurde.[35]
- 1965: Ezra Ted Newman entdeckt eine Lösung zur Beschreibung von Schwarzen Löchern in Rotation und mit elektrischer Ladung ungleich Null.[36]
- 1965–1970: Roger Penrose und Stephen Hawking zeigen anhand der allgemeinen Relativitätstheorie, dass es in einem Schwarzen Loch eine Singularität unendlicher Dichte sowie eine unendliche Krümmung der Raum-Zeit geben muss. Andere Forscher haben die Vorstellung, dass ein solches Phänomen unmöglich ist, was bedeutet, dass unbekannte Effekte vor der Entstehung eines Schwarzen Lochs auftreten, folglich seine Existenz hypothetisch ist.
- 1966: Jakow Seldowitsch und Igor Nowikow haben die Idee, nach Schwarzen Löchern in Doppelsternsystemen zu suchen.

- 1967
  - John Wheeler prägt den Begriff „Schwarzes Loch“.
  - Werner Israel präsentiert das Keine-Haare-Theorem.

- 1969
  - Roger Penrose schlägt die Hypothese der kosmischen Zensur und des Penrose-Prozesses vor.[37]
  - Stephen Hawking zeigt, dass die Oberfläche eines Schwarzen Lochs nur zunehmen kann.

### 1970er Jahre
- 1970:
  - James Bardeen weist darauf hin, dass die Akkretion in einem Doppelstern wahrscheinlich darauf hindeutet, dass sich typische Schwarze Löcher sehr schnell drehen.
  - Stephen Hawking und Roger Penrose stellen das Singularitäten-Theorem in Bezug auf Schwarze Löcher auf.
  - Das erste Röntgenteleskop mit dem Namen Uhuru wird in die Umlaufbahn gebracht.
  - Martin Kruskal und George Szekeres entdecken unabhängig voneinander das Kruskal-Szekeres-Koordinatensystem, um die Schwarzschild-Metrik zu beschreiben.

- 1971:
  - Die Existenz von Schwarzen Löchern im Universum konkretisiert sich durch Beobachtungen von Cygnus X-1.
  - Stephen Hawking zeigt, dass sich primordiale Schwarze Mikrolöcher möglicherweise während des Urknalls gebildet haben.[38]
  - Donald Lynden-Bell und Martin Rees sagen die Existenz eines supermassiven Schwarzen Lochs im Zentrum der Milchstraße voraus.[39][40]

- 1972:
  - Jacob Bekenstein vermutet, dass die Oberfläche des Horizonts ein Maß für seine Entropie ist. Hawking lehnt diese Theorie entschieden ab.
  - Brandon Carter, Stephen Hawking und James M. Bardeen schlagen die vier Gesetze der Thermodynamik von Schwarzen Löchern vor.
  - Jakow Seldowitsch prognostiziert „Superradiance“, einen Effekt analog zu den Penrose-Prozessen, jedoch in Bezug auf Wellen und nicht auf Teilchen.
  - Richard H. Price führt die ersten digitalen Simulationen eines Gravitationskollapses durch.
  - Kip Thorne schlägt das Ringkriterium vor.

- 1973: William Press und Saul Teukolsky beweisen, dass die Schwingungen eines rotierenden Schwarzen Lochs stabil sind und zeitlich abnehmen.

- 1974:
  - Hawking zeigt, dass alle Schwarzen Löcher strahlen: es ist die Verdampfung von Schwarzen Löchern oder Hawking-Strahlung. Kurz darauf stimmte er der 1972 von Jacob Bekenstein vertretenen Theorie zu, wonach Schwarze Löcher eine Entropie tragen.
  - Russell Alan Hulse und Joseph Hooton Taylor entdecken den ersten Doppelpulsar, dessen Existenz dafür sorgt, dass zwei Neutronensterne oder zwei Schwarze Löcher schließlich zu einem größeren Schwarzen Loch zusammenstoßen können.

- 1975: Chandrasekhar und Stephen Detweiler entwickeln eine mathematische Beschreibung der Störungen von Schwarzen Löchern, die als quasi-normale Moden bezeichnet werden.[41]

### 1990er Jahre
- 1993: Leonard Susskind schlägt die Vermutung der Komplementarität von Schwarzen Löchern vor.
- 1994
  - Entdeckung von superluminalen Jets im Radiobereich unserer Galaxie in der Nähe des Objekts GRS 1915 + 105. Diese Jets sind die Mikroversion der in Quasaren beobachteten Jets und sind die Folge von Materie, die auf ein Schwarzes Loch fällt.
  - Entdeckung eines weiteren Systems mit potentiell superluminalen Jets: GRO J1655-40.
- Andrea Ghez und Reinhard Genzel weisen in den 1990er Jahren unabhängig voneinander die Existenz eines supermassiven schwarzen Loches im Zentrum der Milchstraße nach, wofür ihnen im Jahr 2020 der Nobelpreis für Physik verliehen wird.

### 2000er Jahre
- 2002: Das im Oktober in die Umlaufbahn gebrachte Weltraumteleskop INTEGRAL überwacht den Gammastrahlenbereich auf der Suche nach großen Schwarzen Löchern.
- 2004: Stephen Hawking gibt zu, dass er glaubt, in Bezug auf das Informationsparadoxon der Schwarzen Löcher falsch gelegen zu haben: Nach einer unermesslich langen Zeit geben die Schwarzen Löcher endlich die Informationen frei, die sie gefangen gehalten haben.[42]
- 2009: Nachweis von HLX-1 in der Galaxie ESO 243-49, das als mittleres Schwarzes Loch angesehen wird.[43]

### 2010er Jahre
- 2012:
  - erster visueller Beweis für die Existenz von Schwarzen Löchern. Das Team von Suvi Gezari von der Johns Hopkins University veröffentlicht mit dem Pan-STARRS 1 Hawaii-Teleskop die Bilder eines supermassiven Schwarzen Lochs, das in 2,7 Millionen Lichtjahre Entfernung einen roten Riesen akkretiert.
  - Joseph Polchinski vermutet eine Feuerwand um den Ereignishorizont von Schwarzen Löchern.[44]
- 2014: Stephen Hawking schlägt vor, das Schwarze Loch neu zu definieren, indem der absolute Horizont, der der Ereignishorizont ist, durch einen scheinbaren Horizont ersetzt wird.[45][46][47]
- 2015: Erster Nachweis von Schwarzen Löchern durch ihre Gravitationswellen (GW150914).
- 2019: Erstmals wird ein Schwarzes Loch im Zentrum der Riesengalaxie M87 fotografiert.[48][49]

### 2020er Jahre
- 2022: Erstmals wird das supermassereiche Schwarze Loch im Zentrum der Milchstraße fotografiert.[50][51]